# Camposanto monumentale
Il Camposanto monumentale, noto anche come Camposanto vecchio o Campo Santo, è un cimitero storico monumentale di Pisa, che chiude il lato nord di piazza del Duomo.

## Nome
La dizione più diffusa del nome è Camposanto, spesso affiancato ad aggettivi come monumentale o vecchio. Tale dizione ha origine comunque, come è facilmente intuibile, dal nome effettivo dell'edificio: Campo Santo, nome derivatogli dal fatto che, secondo la tradizione, l'arcivescovo Ubaldo Lanfranchi di ritorno dalla Terra santa ne riempì l'interno con terra portata dal Monte Calvario.
Il termine "Campo Santo" viene usato per la prima volta in atti risalenti al 1287, mentre prima di allora ci si riferiva genericamente ad un Sepoltuarium, Mortuarium o Cimiterium che doveva essere costruito a fianco del Duomo. Per certo sappiamo che almeno fino al 1406 il termine "Campo Santo" era sconosciuto fuori da Pisa e che fu mantenuto nella forma in due parole come nome proprio nella bibliografia specifica fino a quasi tutto il secolo XIX.
Nella lingua popolare, il termine camposanto (con le due parole non separate) è un sinonimo, che indica sempre il luogo di sepoltura, inteso in senso religioso, in particolare del credo cristiano. La parola santo è in primo luogo sempre in relazione con la divinità.

## Storia

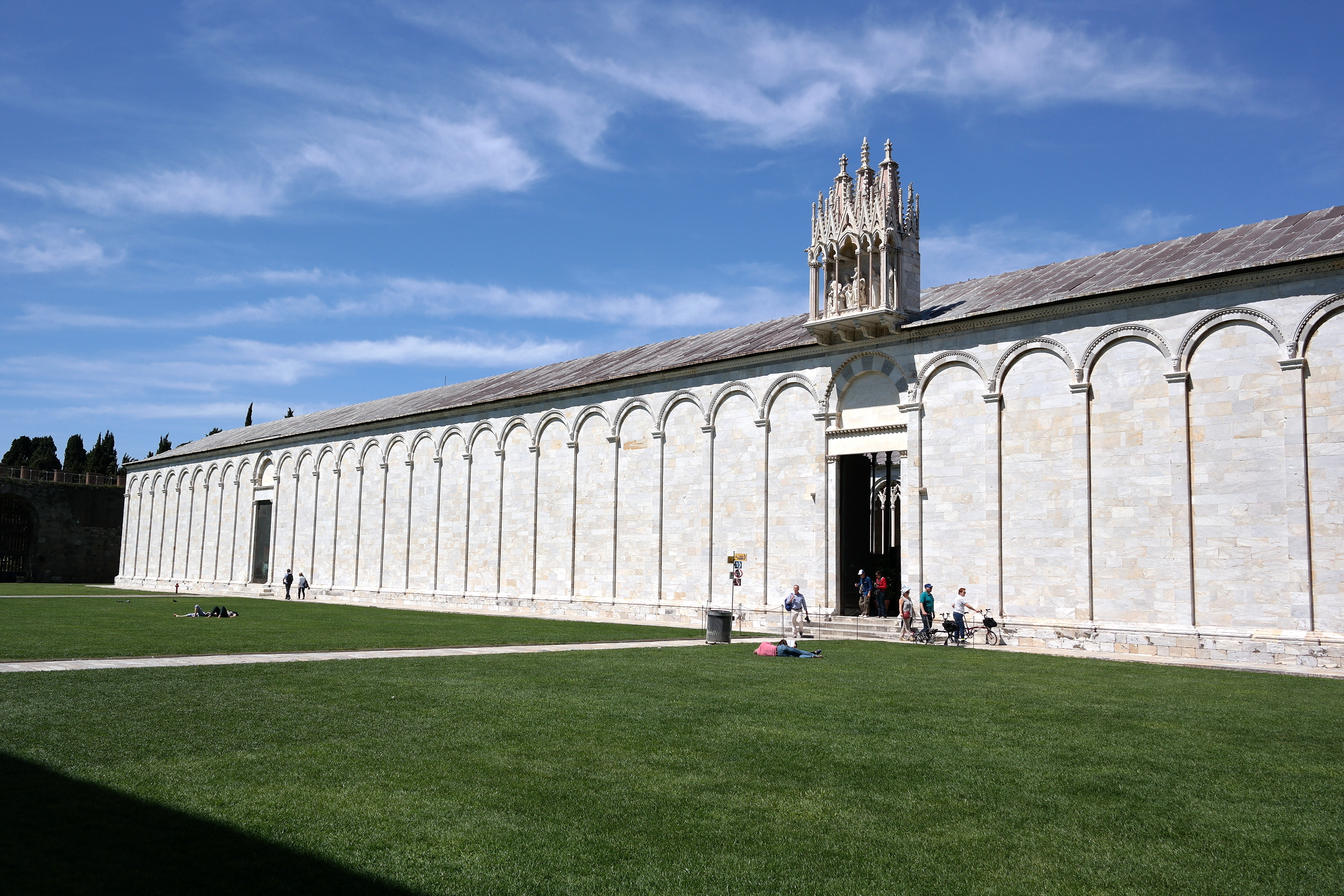
Vista esterna del cimitero

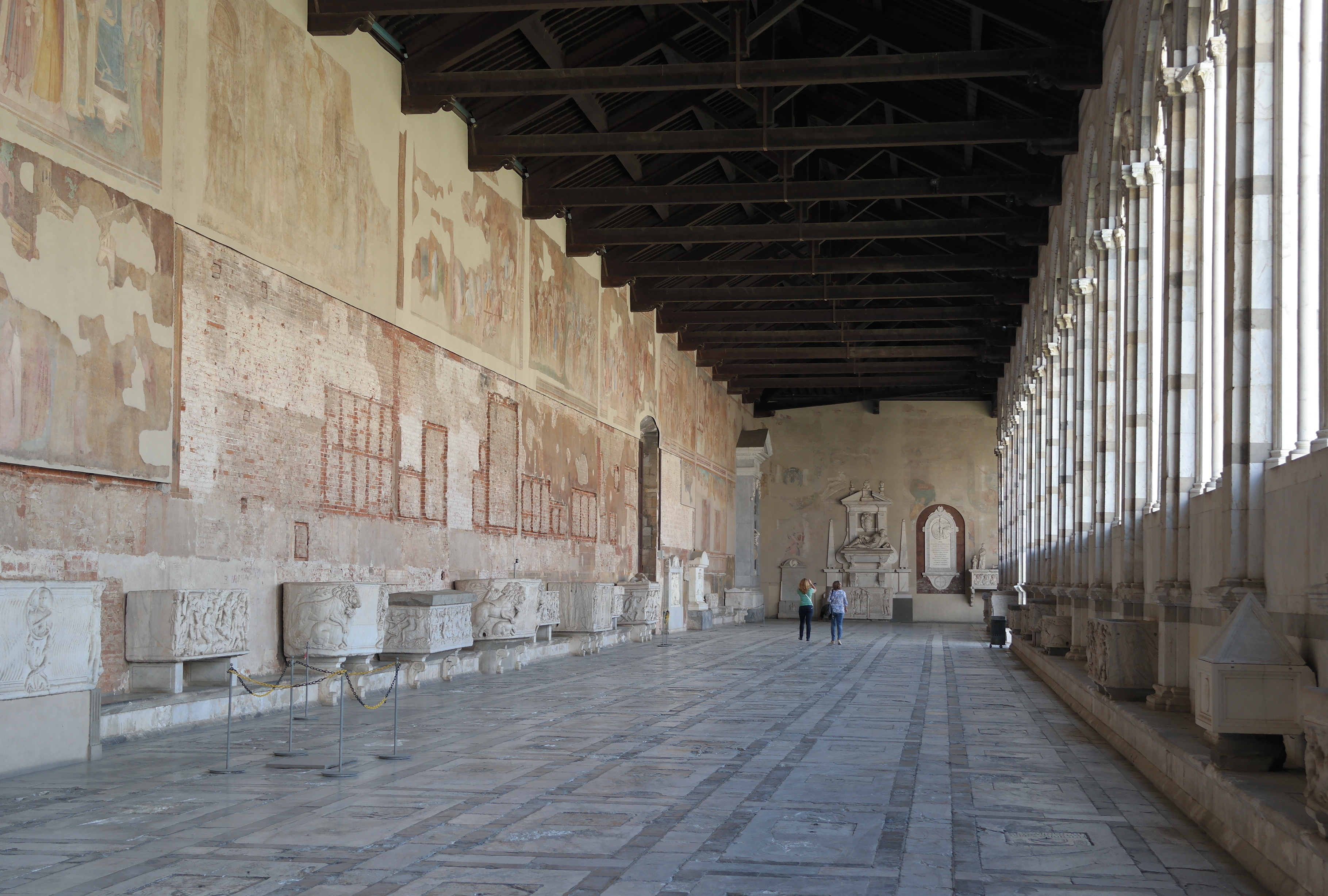
Una galleria laterale

### Costruzione e decorazione
Il cimitero fu iniziato nel 1277 da Giovanni di Simone, come ricorda l'iscrizione latina posta al lato del portale destro, anche se alcuni fanno il nome di Giovanni di Nicola, come ultimo degli edifici monumentali della piazza. Secondo la tradizione l'occasione fu data dall'arrivo di "terra santa" proveniente dal Golgota, portata dalle navi pisane di ritorno dalla quarta crociata (1203). La tradizione attribuisce il prezioso carico all'opera dall'arcivescovo Ubaldo Lanfranchi. Tali leggende di fondazione sono comunque diffuse anche per altri edifici simili in tutta Europa. Nella realtà fu più semplicemente creato per raccogliere le varie sepolture che si andavano affollando attorno alla cattedrale. Il Comune per motivi di decoro premette moltissimo affinché esse venissero trasferite in un luogo più idoneo: già dal 1260 gli Operai del Duomo giuravano al momento della loro elezione che avrebbero provveduto alla costruzione dell'edificio. Fu soltanto il 19 giugno del 1277 quando l'arcivescovo Federico Visconti cedette alle pressioni e firmò l'atto di donazione del terreno per la costruzione di uno "spazio recintato" ad uso di cimitero.
La costruzione duecentesca languì dopo la crisi provocata dalla sconfitta pisana nella battaglia della Meloria (1284), e nel Trecento si rimise di nuovo mano all'opera architettonica, ridefinendone completamente la struttura.
Nel 1358 le fondamenta del lato settentrionale non erano ancora state scavate. Tuttavia, mentre ancora la struttura architettonica era in corso di completamento, già dal 1330-1340 si iniziò a decorare ad affresco le pareti con soggetti legati al tema della vita e della morte, ai quali lavorarono due tra i più grandi pittori allora viventi, Buonamico Buffalmacco e Francesco Traini, il primo autore del celebre Trionfo della Morte, il secondo di una Crocefissione. Giovanni Scorcialupi realizzò poco dopo gli affreschi con le Storie di Cristo post mortem, mentre intorno alla metà del secolo Stefano da Firenze dipinse un'Assunta sopra la porta orientale.
Il ciclo fu proseguito qualche decennio più tardi da Andrea Bonaiuti, Antonio Veneziano (Storie dei santi Efisio e Potito) e Spinello Aretino (Storie dell'Antico Testamento) mentre le Storie di santi pisani, realizzate tra il 1377 e il 1391 occuparono gli spazi intermedi. Taddeo Gaddi (Storie di Giobbe) e Piero di Puccio (Storie dell'Antico Testamento, 1389 al 1391) lavorarono invece nella galleria nord. Quest'ultima serie fu completata solo nel XV secolo dal fiorentino Benozzo Gozzoli. Nel 1594 venne aggiunta la Cappella Dal Pozzo, all'estremità est, con la caratteristica cupola.
Tra il XVIII e il XIX secolo furno spostati in Campo Santo quasi tutti i sarcofagi di epoca romana che, nel medioevo, venivano reimpiegati per le sepolture dei nobili e collocati lungo il perimetro della Cattedrale. Col rifacimento del sacrato del Duomo nel 1865, il trasferimento dei sarcofagi si poté considerare terminato, con la sola eccezione della sepoltura di Busketo, tutt'oggi presente in facciata della Cattedrale.

### "Pantheon" pisano

Il Campo Santo nel 1883

Nel Camposanto venivano sepolte i cittadini più importanti,come i rettori e i più prestigiosi docenti dell'Università di Pisa, i governanti e le famiglie più in vista, spesso riutilizzando sarcofagi di epoca romana di grandissimo pregio, e contemporaneamente, dal XVI secolo, iniziando anche un processo di "musealizzazione" con l'apposizione di iscrizioni romane sulle pareti e altri preziose testimonianze della storia cittadina.
Questo "pantheon" pisano divenne così per vocazione naturale il primo museo della città quando nell'Ottocento vi furono raccolte opere d'arte provenienti dagli istituti religiosi soppressi per le riforme napoleoniche, impedendo così il disperdersi del patrimonio cittadino altrove, oltre ad altri oggetti di natura artistica o archeologica appositamente acquistati. Nello stesso periodo la funzione cimiteriale ebbe un picco, con i numerosissimi sepolcri ottocenteschi, spesso di ottima fattura, che iniziarono ad affollare i corridoi, da allora ribattezzati "gallerie".
Questa commistione tra antico e moderno, tra celebrazione della storia e riflessione sulla morte, fu alla base del fascino malinconico che esercitò sui viaggiatori dell'epoca romantica, facendo sì che il Camposanto diventasse uno dei monumenti più amati e visitati d'Italia, con personaggi che da tutta Europa venivano per ammirarlo e studiarlo. Non a caso in questo periodo i suoi affreschi sono resi popolari da numerosi disegni, schizzi e stampe d'epoca, che ne diffondono la bellezza nel mondo. Nonostante questa fama, le condizioni di conservazione destavano già numerose preoccupazioni, per via di alcuni vistosi segni di decadimento e il rovinare a terra di alcune intere parti di scene. Fin da allora si iniziò un'analisi dei materiali e la prova di alcuni restauri, per tentare di arginare lo sfarinamento del colore e i distacchi dell'intonaco.

### Danni e restauri

Gli ingenti danni dovuti al passaggio della seconda guerra mondiale (5 settembre 1944)

Nel XX secolo la popolarità del Campo Santo viene appannata dal crescente interesse verso la Torre, ma soprattutto a causa dei terribili danni subiti durante la seconda guerra mondiale.
Il 27 luglio 1944, infatti, una bomba proveniente dall'artiglieria alleata provocò l'incendio e la fusione del tetto di piombo, provocando il serio danneggiamento degli affreschi (tra cui la distruzione di uno riferito tradizionalmente a Stefano Fiorentino), di molte sculture e sarcofaghi, che andarono in frantumi. Dal 1945 ad oggi sono ancora in corso lavori di restauro, che fra l'altro hanno portato al recupero delle preziosissime sinopie oggi esposte nel Museo delle sinopie, negli edifici del lato sud della piazza. Anche la rimozione delle sculture, soprattutto ottocentesche, per il ripristino dell'aspetto medievale, ne ha determinato un impoverimento: solo in tempi recenti, sul finire degli anni ottanta del Novecento, si è iniziato un restauro filologico di tutto l'apparato monumentale del Camposanto, ricostruendo gradualmente, per quanto possibile, l'aspetto stratificato del luogo, grazie anche a preziose testimonianze pervenuteci, come l'opera lasciata dal direttore Carlo Lasinio, che ne curò la conservazione all'epoca del Regno d'Etruria di Maria Luisa di Borbone-Spagna.
Gli affreschi vennero tutti staccati e si avviò subito un restauro. Con lo stacco degli affreschi furono scoperte le sinopie, molto ben conservate, che oggi sono il modo più diretto per farsi un'idea di come doveva apparire la decorazione del Campo Santo nei secoli precedenti. Il Museo delle Sinopie di Pisa è stato inaugurato nel 1976 ed è stato ristrutturato entro il 2007. Attualmente al museo è possibile vedere, oltre alle sinopie stesse, una riproduzione virtuale del Camposanto in 3D stereoscopico che rappresenta l'interno del monumento durante i secoli.
Nel 1960 si tenne una mostra per sancire il completamento dei primi restauri, ma già vent'anni dopo alcuni segnali misero in allarme per nuovi e gravi sintomi di deterioramento, soprattutto per quelle opere risistemate nelle pareti all'aperto. Si aprì così una nuova fase di ricerche condotte dalla Soprintendenza in stretta collaborazione con l'Opificio delle Pietre Dure e i dipartimenti di Scienze della Terra e di Chimica dell'Università, che misero in luce alcune carenze e scelte errate dei precedenti restauri, rendendo necessario un nuovo restauro.
Seppure il Camposanto possa apparire al visitatore un poco trascurato, con poche didascalie esplicative delle opere esposte, è in atto, e già da diverso tempo, una profonda opera di restauro degli affreschi parietali, quasi tutti riapposti su lastre di fibrocemento fissate a telai di legno e ricollocati o in progetto di essere ricollocati nella loro posizione originaria, e di valorizzazione dell'enorme patrimonio lapidario dei pavimenti del portico, che spazia dal primo Medioevo sino ad oggi, anch'esso gravemente danneggiato dal piombo fuso colato sui preziosi marmi dopo l'incendio del 1944 (di cui tutt'oggi ne rimangono vistose tracce, ormai indelebili).

## Descrizione
Le decorazione interne sono descritte secondo il senso consigliato della visita, in senso orario, da metà del lato meridionale dove si trova l'entrata principale.

### Architettura

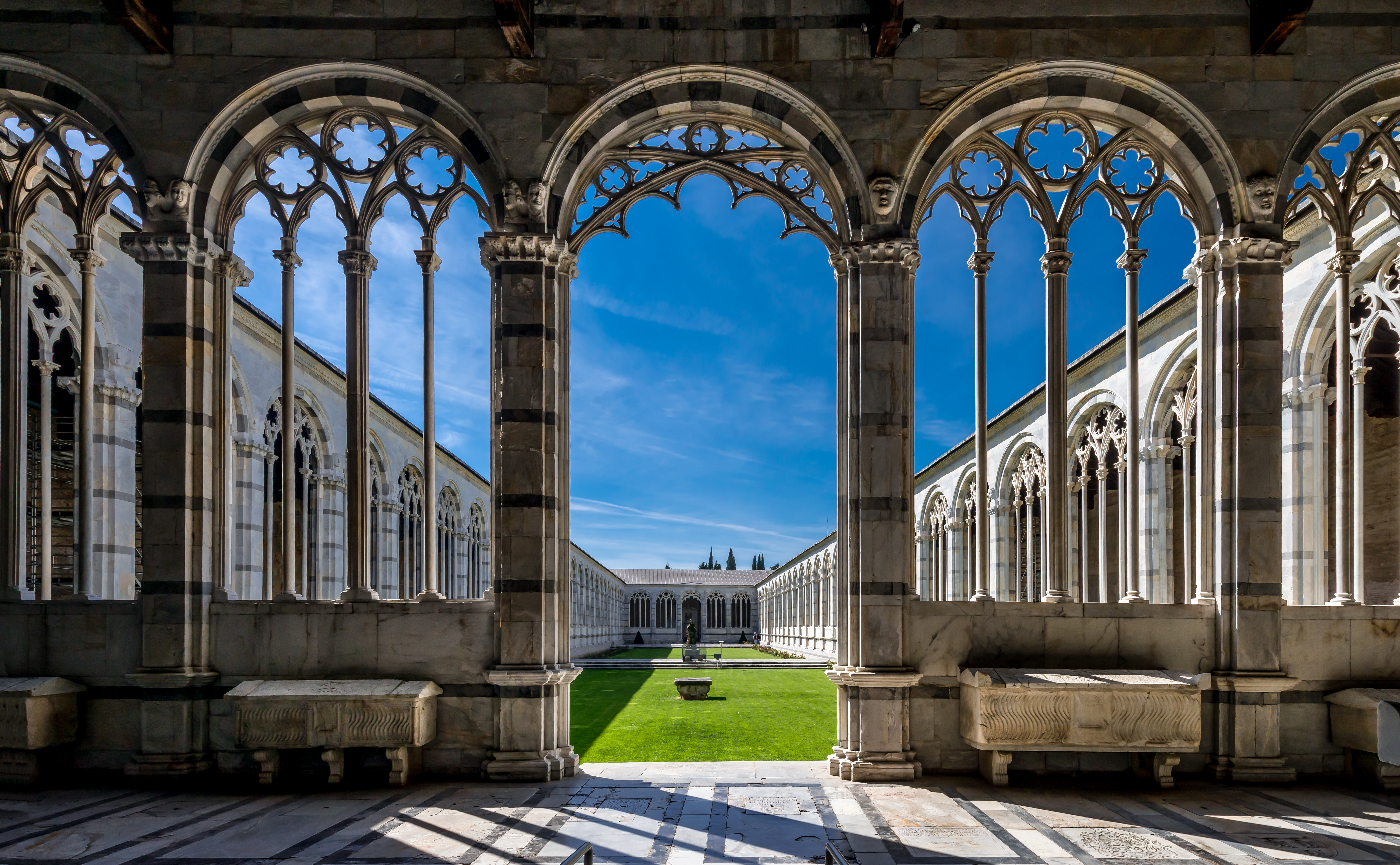
Arcate interne

Architettonicamente il Camposanto è composto da un alto muro di forma rettangolare, con il lato verso il Duomo e il battistero più allungato. All'esterno è in semplice marmo bianco, con 43 arcate cieche con testine umane sugli attacchi degli archi, e due porte sul lato meridionale. L'accesso principale è quello che dà sulla piazza, a est, ed è decorato da un ricco tabernacolo gotico sopra il portale di accesso, opera della seconda metà del XIV secolo, contenente statue della Madonna col Bambino e quattro santi di un seguace di Giovanni Pisano, e Angeli di Tino di Camaino.
La semplicità della struttura esterna forma un'ideale quinta al complesso monumentale della piazza, particolarmente riuscita anche perché poggia su un asse inclinato rispetto a quello Duomo-Battistero, facendo sì che la piazza sembri ancora più grande guardandola dalle estremità, per un gioco ottico della prospettiva. Questo effetto è particolarmente impressionante se si guarda dalla porta nelle mura medievali vicino al battistero.
All'interno il Camposanto assomiglia a un chiostro, con arcate a sesto acuto particolarmente decorate, sostenute da esili colonnine e arricchite da traforature plurilobate, che furono completate nel 1464 in stile gotico fiorito.
Le tombe più importanti si trovavano nel prato centrale, nella "terra santa" o contenute nei magnifici sarcofagi romani riutilizzati per le sepolture più prestigiose, mentre sotto le arcate trovavano spazio le personalità meno di spicco, con una più semplice lastra tombale sul pavimento dei corridoi. Con la risistemazione ottocentesca sono stati tolti tutti i sarcofagi dalla zona centrale e posti al coperto, per cui oggi le sepolture si trovano solo sotto le arcate. Nello spazio centrale si trovano oggi alcuni capitelli compositi medievali e due vere da pozzo duecentesche, decorate da protomi umane e animali.
Il braccio orientale è rialzato di due gradini, poiché destinato ad essere una sorta di zona sacra e presbiteriale, dove erano collocati gli altari per le funzioni. Si tratta inoltre del nucleo più antico e più intenzionalmente abbellito del complesso, comprese le estremità dei bracci settentrionale e meridionale che vi sono collegate.

### Gli affreschi

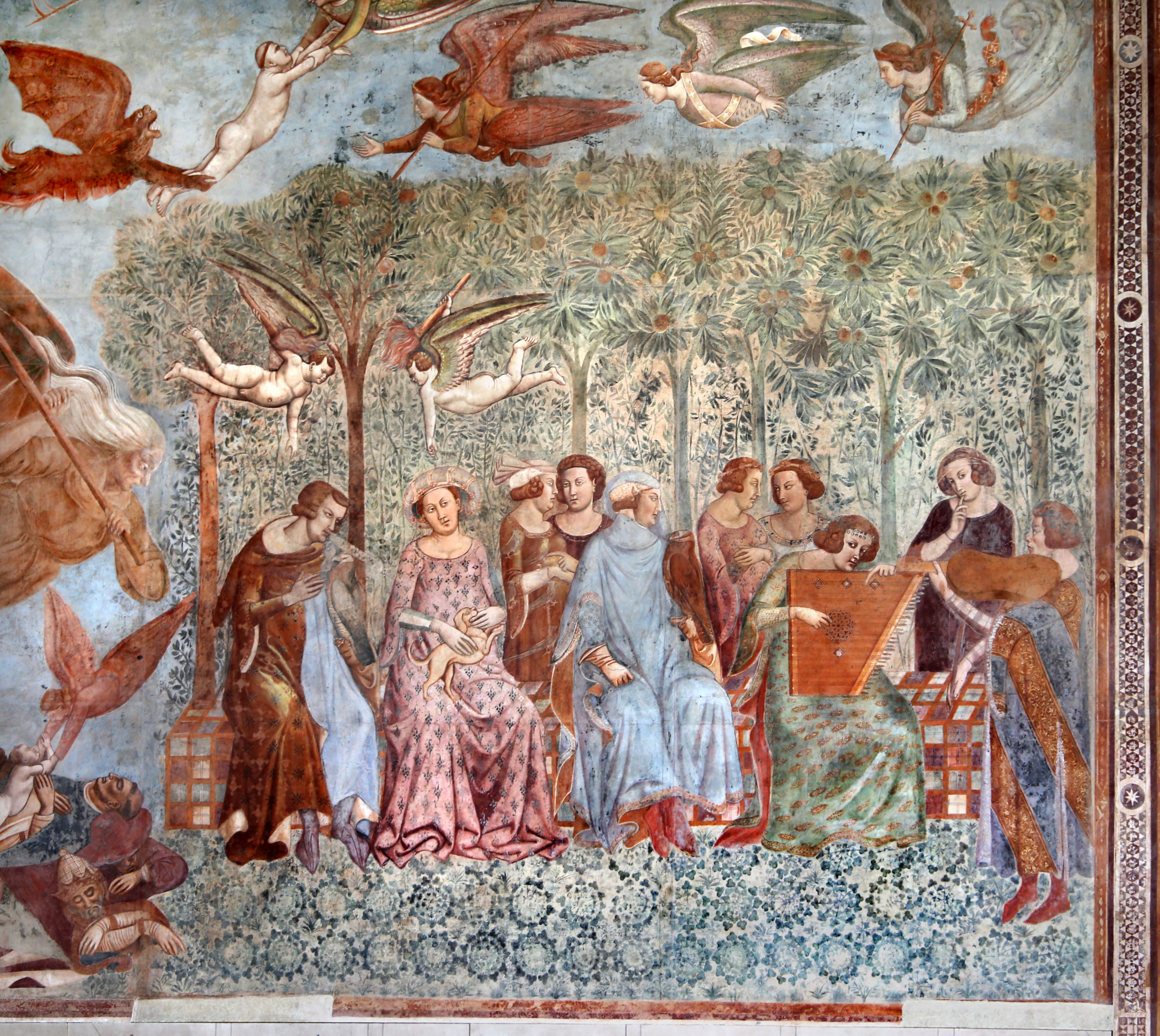
Il Trionfo della Morte, particolare con scena cortese

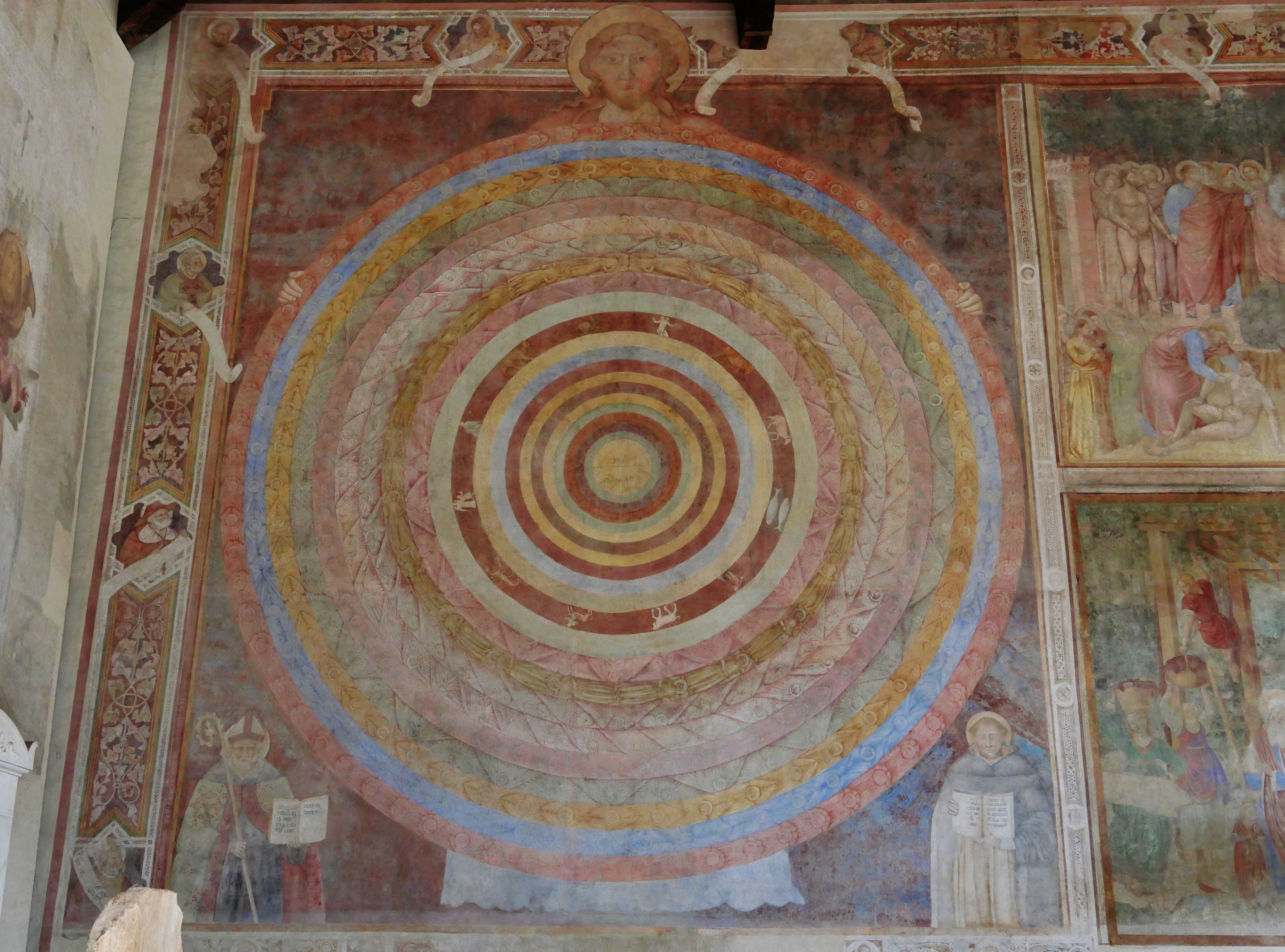
Cosmografia teologica di Piero di Puccio

Gradualmente gli affreschi del Campo Santo stanno tornando alla loro sede dopo il precipitoso distacco degli anni quaranta. Il complesso lavoro di restauro non sempre ha sortito gli effetti sperati, soprattutto negli interventi più vecchi, per l'uso di tecniche talvolta sperimentali e materiali di fortuna, scelte dettate dall'urgenza di porre un primo rimedio in seguito ai drammatici fatti della guerra.
A partire dal braccio meridionale, quello affacciato sulla piazza, si incontrano le Storie di Giobbe, di Taddeo Gaddi (1342 circa), con il Convito di Giobbe, il Patto di satana con Dio, le Sventure di Giobbe e la Pazienza di Giobbe.
Il braccio occidentale è decorato, da sinistra, dalle Storie di Ester e Assuero di Agostino Ghirlanda e Aurelio Lomi della seconda metà del Cinquecento. Il lato nord si apre con la grande Cosmografia teologica di Piero di Puccio (1389-1391), fatta da numerosi cerchi concentrici che alludono alla Terra, alle sfere celesti, agli elementi e ai pianeti; agli angoli in basso si vedono i Santi Agostino e Tommaso d'Aquino. Dello stesso autore, seguono le Storie di Adamo ed Eva e di Caino e Abele. Più avanti si apre il "Salone degli Affreschi", in cui sono provvisoriamente sistemati gli affreschi staccati di Buonamico Buffalmacco con Trionfo della Morte, il cui restauro è terminato nel novembre 2015, il Giudizio finale e Inferno e la Tebaide (1336 circa), opere molto danneggiate ma di importanza capitale nel panorama del Trecento italiano, per la ricchezza narrativa e la varietà di soggetti raffigurati, così diversi dalla scandita chiarezza delle opere della dominante scuola di Giotto. In futuro questi affreschi sono destinati ad essere ricollocati entro il 2018 nel braccio meridionale, e qui dovrebbero venir riposte le pitture più antiche del complesso, di Francesco Traini (1330-1335) dal braccio orientale. Oltre la cappella Ammannati si incontrano le Storie di Noè e la Costruzione dell'arca di Piero di Puccio (1389-1391). Oltre la cappella Aulla la parete era completamente affrescata da Benozzo Gozzoli con Storie del Vecchio Testamento tra il 1468 e il 1483. Le scene rappresentano: Vendemmia ed ebbrezza di Noè, Maledizione di Cam, Costruzione della torre di Babele, Incendio di Sodoma, Storie di Isacco, Nozze di Isacco e Rebecca, Storie di Esaù e Giacobbe, Sogno e nozze di Giacobbe, Incontro di Giacobbe ed Esaù e ratto di Dina, Passaggio del Mar Rosso (frammentario), Mosè e le tavole della Legge, Storia di Cora, Datan e Abiron (frammentario), oltre all'Annunciazione, all'Adorazione dei Magi e ad Apostoli e santi.
Sul lato orientale, a sinistra, le Storie di re Ozia e il Convito di Baldassarre di Zaccaria Rondinosi (1666), e a destra le opere più antiche, di Francesco di Traino (1330-1335), destinati a venire ricoverate nel Salone degli Affreschi al posto delle opere di Buffalmacco; presentano la Crocifissione, l'Ascensione, l'Incredulità di Tommaso e la Resurrezione.
Sull'estremità orientale del lato meridionale si trovavano gli affreschi di Buffalmacco, destinati, secondo i piani ad essere qui collocati. Il Trionfo della Morte si compone di più scene: in basso a sinistra l'Incontro dei tre vivi coi tre morti (un tema tipico delle leggende medievali), sormontati da Anacoreti; seguono i Poveri che invocano inutilmente la morte e al centro la Morte che colpisce una lieta brigata di giovani, sopra la quale Angeli e demoni si contendono le anime dei morti (raffigurate come bambini); a destra infine un giardino popolato da nobili che si dedicano ad attività cortigiane ignari del pericolo della morte. Il Giudizio Universale mostra invece il Redentore al centro, con i beati a sinistra e i dannati a destra (rispettivamente la destra e la sinistra per Cristo); vi è affiancato l'Inferno, forse la più danneggiata delle scene, ritoccata nel Seicento e mostrante una rappresentazione delle bolge dantesche con al centro Lucifero che addenta Nabocodonosor, Giuliano l'Apostata, Attila e altri. Infine la Tebaide ("vita di anacoreti"), con una trentina di episodi dei santi monaci tratti dalle Vite dei Santi Padri di frate Cavalca: questi affreschi vennero ritoccati nella parte superiore destra da Zaccaria Rondinosi nel Seicento.
Il tratto successivo del braccio meridionale, tra la porta antistante il Duomo e quella antistante il battistero, era dedicata alla commemorazione di san Ranieri, patrono della città, e dei santi Efisio e Potito, le cui spoglie furono traslate a Pisa verso il 1380-1389. A san Ranieri sono dedicate le sei scene di suoi miracoli: nel registro superiore di Andrea di Bonaiuto (1376-1377) Conversione, Partenza per la Terrasanta, Tentazioni e miracoli, in quello inferiore di Antonio Veneziano (1384-1386) Ritorno a Pisa, Morte e funerali, Esposizione della salma e miracoli postumi. Le sei Storie dei santi Efisio e Potito sono invece di Spinello Aretino e furono realizzate nel 1390-1391: nel registro superiore Presentazione di Efisio a Diocleziano, Conversione di Efisio e battaglia, Martirio di Efisio, in quello inferiore Miracoli di san Potito, Martirio di san Potito e Traslazione dei corpi dei due santi a Pisa dalla Sardegna.

### I sarcofagi e le opere antiche

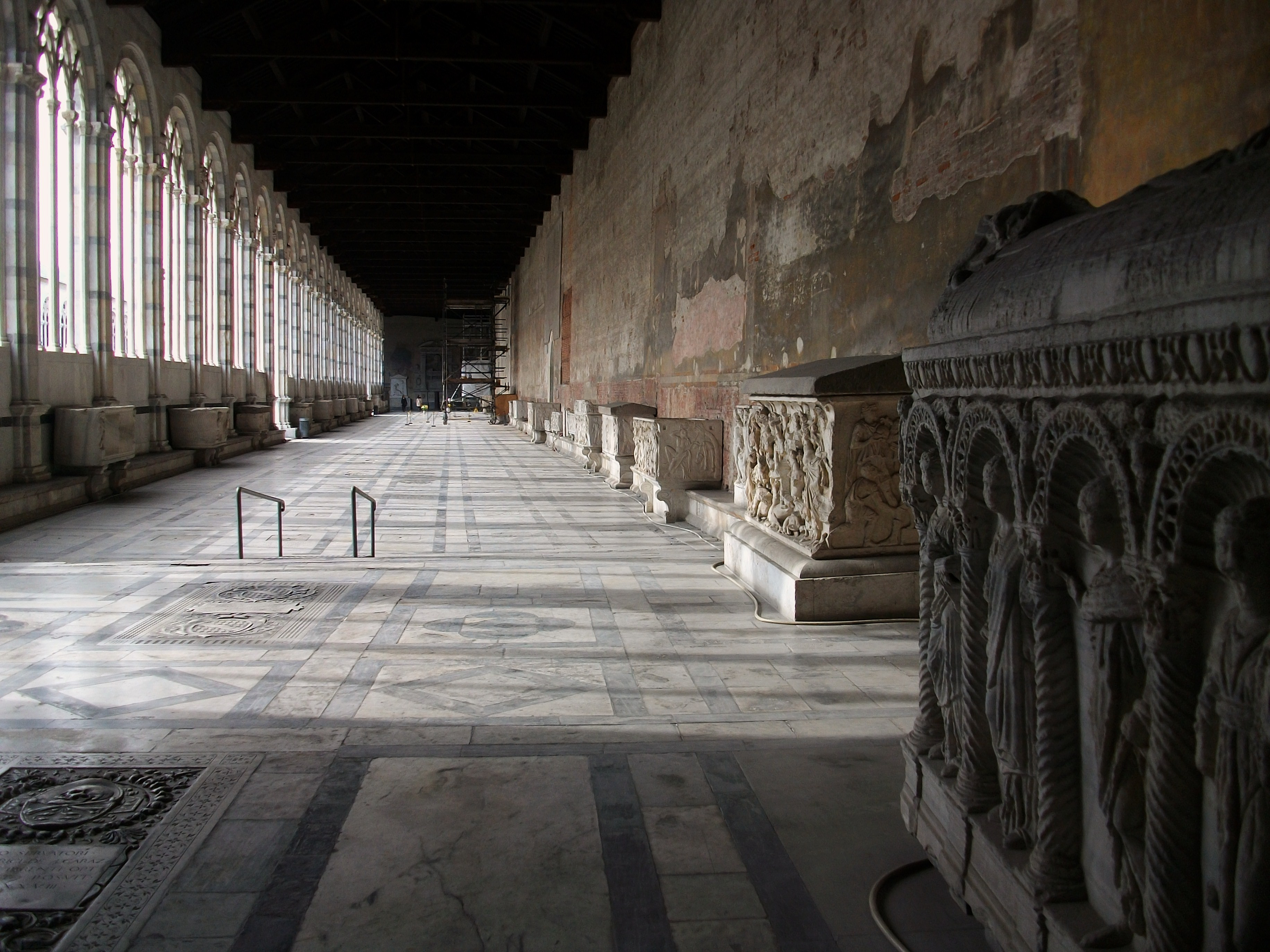
Sarcofaghi romani

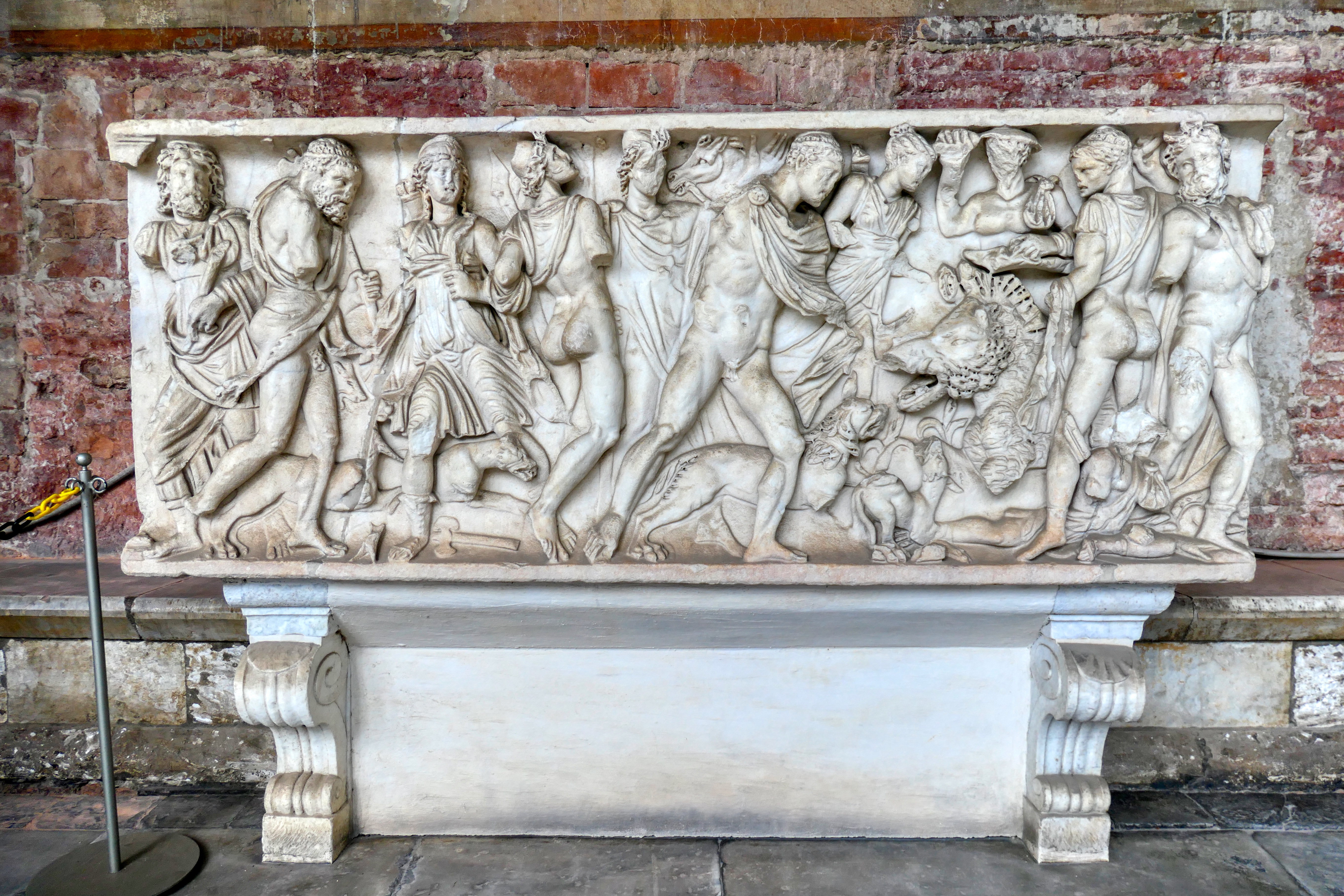
Sarcofago della Caccia al Cinghiale

L'usanza di reimpiegare i sarcofagi antichi per le personalità politiche e militari cittadine di primario spicco è testimoniata sin dai secoli XI-XII-XIII, e dal Trecento queste sepolture, un tempo disposte nella piazza e lungo la cattedrale, sono conservate dentro il Camposanto. Ciò ha permesso la conservazione di queste importanti opere fino ai giorni nostri. Si sono calcolati tra i 28 e 31 sarcofagi romani reimpiegati, e ciò aveva anche una valenza simbolica, come testimonianza del ruolo di Pisa nel momento della sua massima fioritura come potenza marittima e come erede di Roma antica.
Nel corso del XVIII secolo, perduto il significato di sepolture e divenuti ormai prezioso documento storico-artistico, i sarcofagi vennero sistemati su mensole all'interno, sotto le quadrifore e con questa operazione si segnò la nascita di una vera e propria collezione. Il riordino sistematico dell'intera serie risale all'intervento del Conservatore Carlo Lasinio, il quale incrementò la collezione con altri sarcofagi tolti da chiese cittadine e pose gli esemplari più pregevoli sotto gli affreschi, nell'ambito del suo ordinamento a museo del Campo Santo.
A partire dal lato meridionale si incontra, tra gli esemplari più significativi, un fronte di sarcofago romano con il Buon Pastore e le Muse del II secolo, e il sarcofago con scene di caccia al cinghiale, degli inizi del IV secolo.
Sul braccio occidentale alcuni dei pezzi più pregiati della collezione, che mostrano spesso anche un retro decorato, per cui non sono addossati alla parete di fondo ma isolati nel mezzo della navata. Tra questi un sarcofago romano a conca con edicola centrale che contiene due figure, oltre a una matrona e un soldato ai lati e sul retro protome leonine (della metà del III secolo, riutilizzato dalla famiglia Falconi). Seguono un sarcofago con i busti di due coniugi entro un clipeo centrale retto da geni alati, del III secolo, e quello di Bellicus Natalis (console nell'87 d.C.), con figure muliebri e geni che tendono festoni, particolarmente importante nella storia dell'arte romana perché è forse il più antico esemplare databile della ripresa dell'inumazione nel corso del II secolo d.C., con la rinascita della produzione di sarcofagi che tanto rilievo ebbero poi nella storia della scultura romana. Non è un sarcofago ma è un'importante opera antica il Cratere di San Piero a Grado, in marmo, del I secolo a.C. Sul lato dei finestroni si trovano un sarcofago della prima metà del III secolo, con Marte e Venere in un'edicola centrale e ai lati i Dioscuri, e, sopra un tronco di colonna scanalata, il Vaso di Bonaguida, un cippo a bulbo della fine del periodo arcaico, reimpiegato come urna cineraria tra il XII e il XIII secolo.
Il lato settentrionale si apre con una stele funeraria attica in marmo pentelico con la defunta seduta davanti a un'ancella e un bambino in fasce, opera molto rara in Italia. Interessanti i sarcofagi vicini: quello di Lucius Sabinus, tribuno della plebe, a cassa rettangolare con coppie di centauri e vittorie alate (metà del II secolo), e, sotto i finestroni, quattro esemplari databili tra il II e il III secolo.
Oltre la cappella Ammannati un frammento di mosaico pavimentale romano, e vari sarcofagi del II-III secolo, tra cui spicca l'esemplare di grandi dimensioni col mito di Fedra e Ippolito (fine del II secolo), reimpiegato nel 1076 per la sepoltura della madre di Matilde di Canossa Beatrice: da alcuni dei suoi motivi trasse ispirazione Nicola Pisano mentre scolpiva il pulpito del battistero di Pisa. Dal lato dei finestroni seguono il sarcofago del Buon Pastore col gregge (fine del II secolo), quello strigilato col busto della defunta tra geni alati (metà del III secolo) e quello strigilato con la porta dell'Aldilà (inizio del III secolo).
Oltre la Cappella Aulla si trova il grande Sarcofago degli Sponsali, a cassa rettangolare, caratterizzato da edicole con al centro una cerimonia nuziale (fine del III secolo). Seguono il sarcofago con Vittorie in volo e busto della defunta (fine del III secolo), quello del corteo di divinità marine (metà del III secolo), quello con Satiri e Menadi e coperchio con scene dionisiache ai lati della tabella iscritta (metà del III secolo), quello col mito di Meleagro che caccia il cinghiale calidonio (III secolo) e quello grande a cassa rettangolare con scene di battaglia tra Romani e Barbari (fine del II secolo). Un frammento di pavimento marmoreo a intarsi policromi intervalla la serie successiva: qui domina il celebre Sarcofago delle Muse a edicola (metà del III secolo), che è dotato di coperchio coi coniugi semisdraiati. Sul lato opposto una serie di sarcofagi tra cui quello con giochi di Eroti (fine del II secolo), quello con corse di Eroti nel circo (fine II-inizi III secolo) e quello con scene bacchiche di Eroti (inizio del III secolo), tutti destinati a sepolture infantili; tra quelli di dimensioni maggiori spiccano quello semi-ovale e strigilato con geni alati e il Buon Pastore (inizio del IV secolo) e quello paleocristiano con Scene dell'Antico Testamento sul fronte su due registri, che incorniciano i busti dei coniugi defunti (inizio del IV secolo).
Sul lato orientale spiccano un sarcofago romano strigilato con clipeo centrale e quello di Annio Proculo, decurione della colonia di Ostia, e di sua madre Annia a cassa rettangolare con un rilievo di copricapo e fascio littorio (inizio del II secolo).
All'inizio del braccio meridionale si trovano attaccate alla parete una serie di iscrizioni antiche, tra cui i decreti della colonia Iulia Pisana per le onoranze funebri dei figli adottivi di Augusto, Gaio e Lucio Cesari, nel 2 e 4 d.C. Poco avanti un fronte di sarcofago strigilato con una Vittoria che scrive su uno scudo (seconda metà del III secolo, reimpiegato nel XIII). Sul lato antistante, sotto i finestroni, spicca il sarcofago di Giratto, un raro sarcofago del XII secolo, opera di Biduino e la sua bottega, di forma ovale e strigilato, con leoni che azzannano una preda; reca inoltre una delle più antiche iscrizioni lapidee in volgare italiano. Qui si trova anche il sarcofago dell'abate Benedetto, ovale e con festoni retti da eroti e maschere leonine, databile, secondo l'iscrizione sul coperchio, al 1443 e attribuito alla bottega di Andrea di Francesco Guardi. Nel tratto successivo diversi sarcofagi romani spesso riutilizzati in età medievale: uno con Vittorie alate che sorreggano un'iscrizione centrale su tabella (metà del II secolo), uno con scene di corteo marino (seconda metà del II secolo), uno strigilato con Bacco, Mercurio e clipeo coi coniugi defunti (seconda metà del III secolo), uno strigilato con leoni che azzannano la preda (fine del III secolo), uno con Nereidi e Tritoni e busto centrale del defunto (fine del II secolo), uno col mito di Selene ed Endimione, dotato di coperchio rilavorato in età medievale con Vittorie alate che reggono una tabella iscritta (fine del II secolo), e uno con la caccia di Meleagro, dotato di coperchio a forma di letto su cui stanno due coniugi semisdraiati (fine del III secolo). Sul lato opposto, altri sarcofagi databili al II e III secolo.

### Altri monumenti funebri
Sul lato meridionale, sotto gli affreschi di Taddeo Gaddi, spiccano la tomba di Andrea Vaccà Berlinghieri di Bertel Thorvaldsen (1826 circa) e il monumento sepolcrale del conte Francesco Algarotti (m. 1764) di Carlo Bianconi, Mauro Tesi e Giovanni Antonio Cibei.
Al lato ovest spicca il monumento della Gherardesca, del 1315-1320, realizzato da un seguace di Giovanni Pisano indicato come Maestro del Monumento della Gherardesca; fino al XIX secolo si trovava nella chiesa di San Francesco, ed è decorato, sopra il sarcofago, dalla statua del conte Gherardo di Bonifacio, da un angelo annunciante e l'Annunziata e dai santi Nicola e Francesco. Vicino alle catene del porto pisano si trova, addossato alla parete il monumento a Bartolomeo Medici (m. 1555) comandante per Cosimo I, scolpito dal Tribolo; poco avanti il monumento di Ottaviano Fabrizio Mossotti, con una statua di Urania di Giovanni Duprè, la tomba del pittore Giovan Battista Tempesti (m. 1804) di Tommaso Nasi, e quella del fisico Lorenzo Pignotti (m. 1812) di Stefano Ricci.
Sul lato orientale si trovano il monumento funebre del giureconsulto Filippo Decio (m. 1535) di Stagio Stagi e quello dell'architetto Alessandro Della Gheradesca (m. 1852) di Emilio Santarelli, oltre alla grande tomba del giureconsulto Giovanni Boncompagni (m. 1544) con statue di Bartolomeo Ammannati (1574); l'antistante monumento del conte Giovan Francesco Mastianì-Brunacci ha una scultura di Lorenzo Bartolini intitolata l'Inconsolabile (1840-1841). Oltre la cappella Dal Pozzo il monumento a Giovan Battista Onesti (1592). Più avanti il monumento sepolcrale di Matteo Corti (m. 1543) di Antonio di Gino Lorenzi da Settignano e la lapide del pittore Zaccaria Rondinosi (metà del XVII secolo circa).

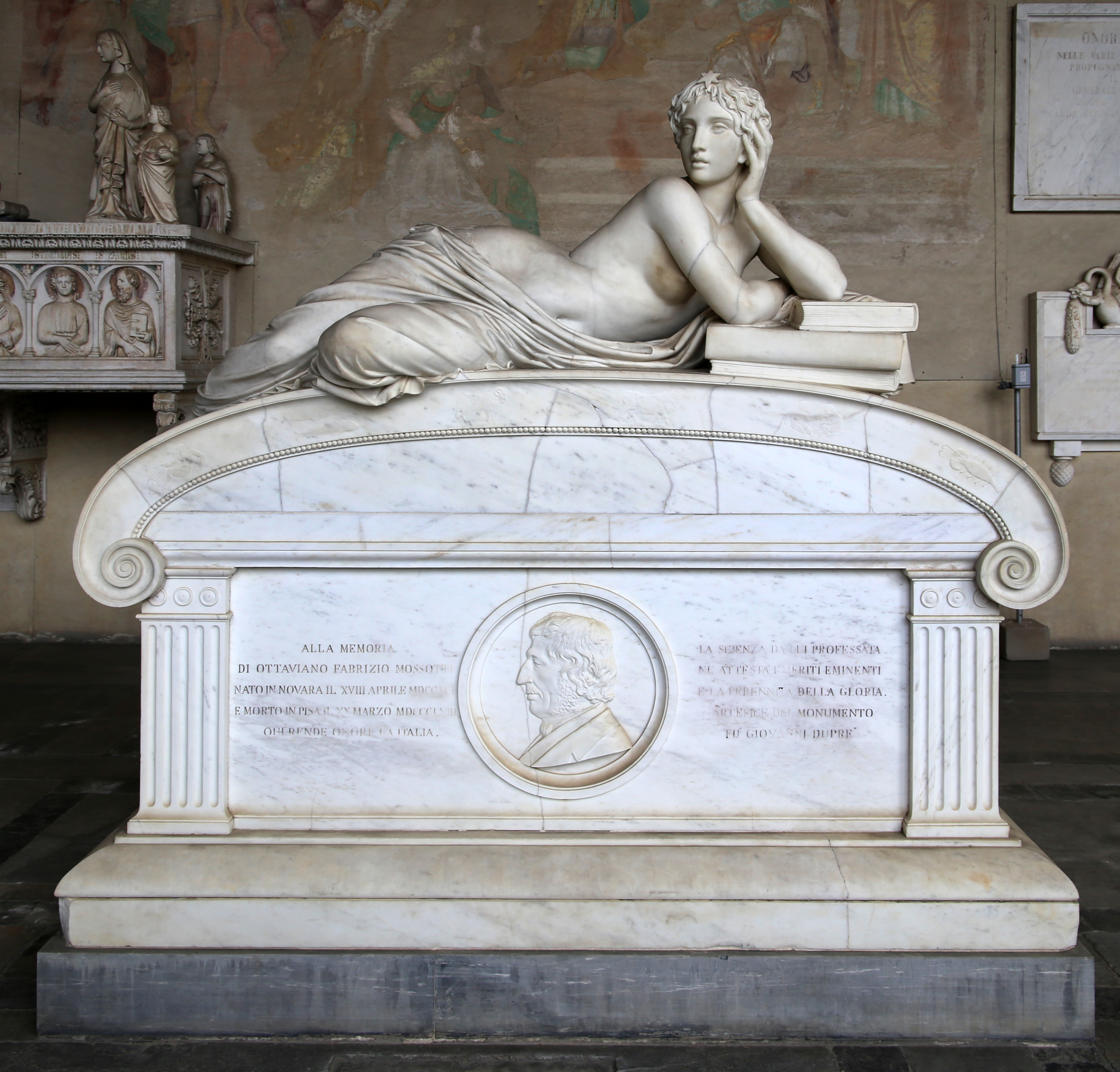
Monumento funebre di Ottaviano Fabrizio Mossotti
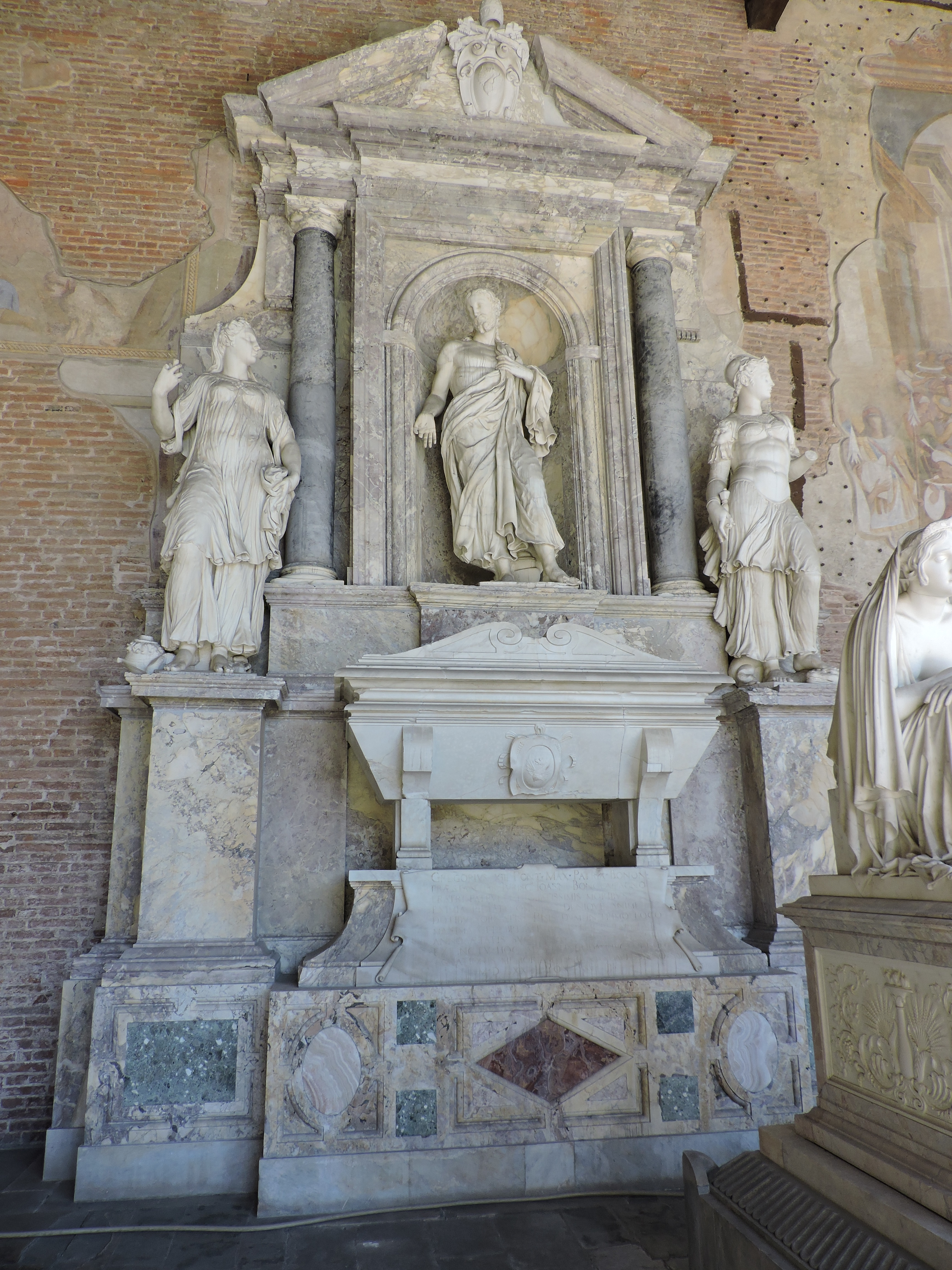
Monumento funebre di Giovanni Boncompagni
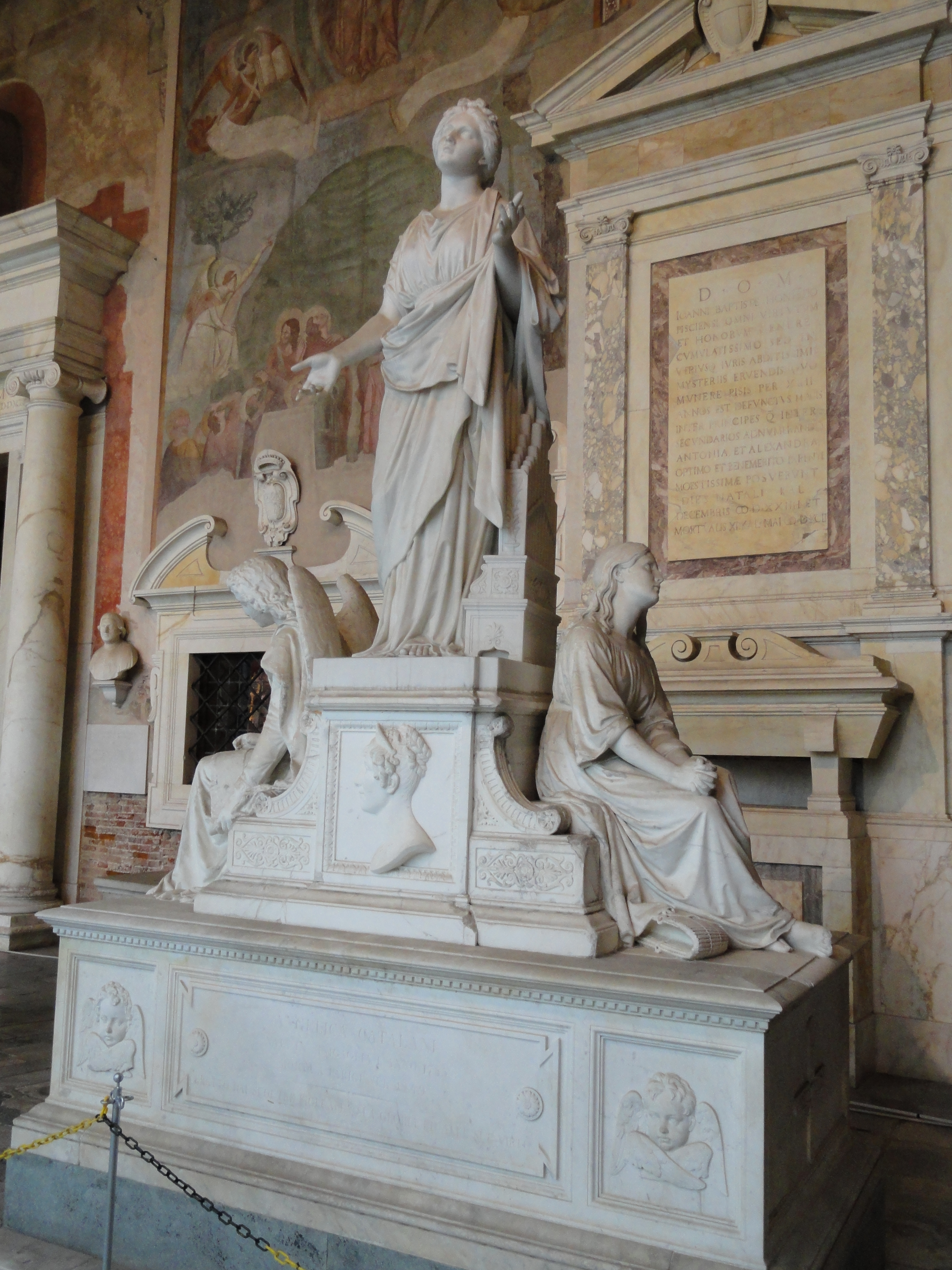
Monumento funebre di Angelica Catalani (autore Aristodemo Costoli)
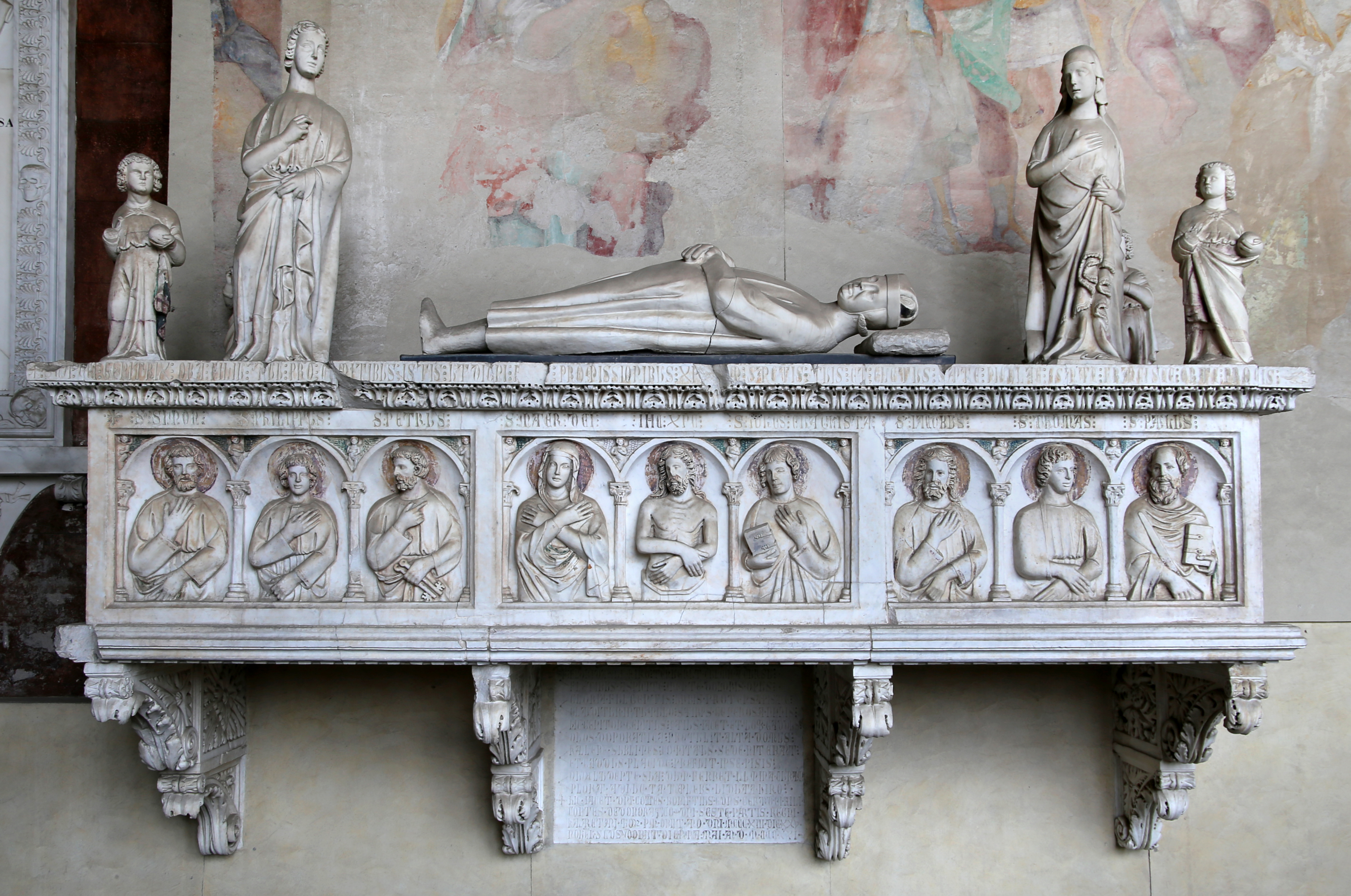
Monumento della Gherardesca
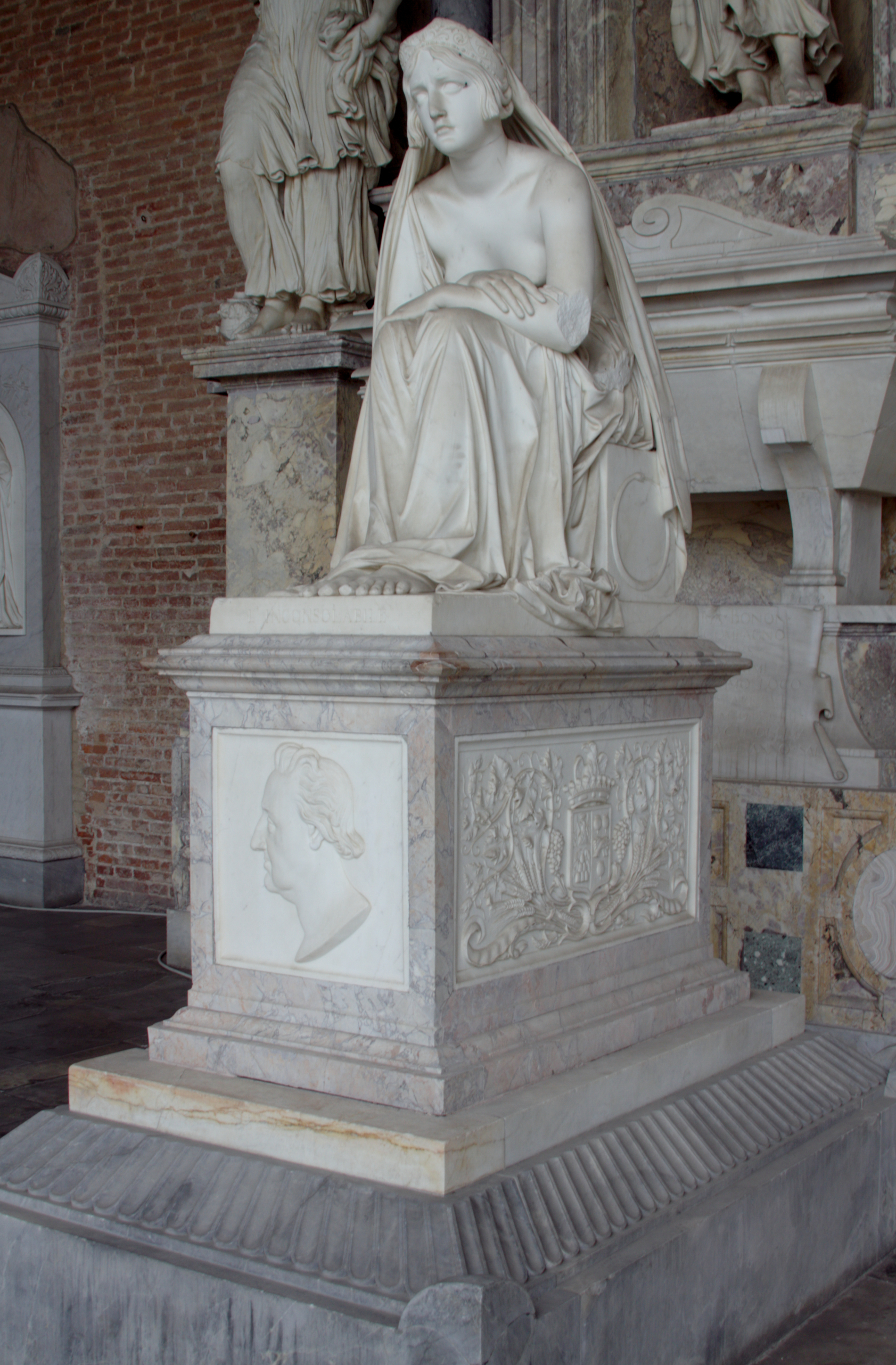
Monumento del conte Giovan Francesco Mastianì-Brunacci
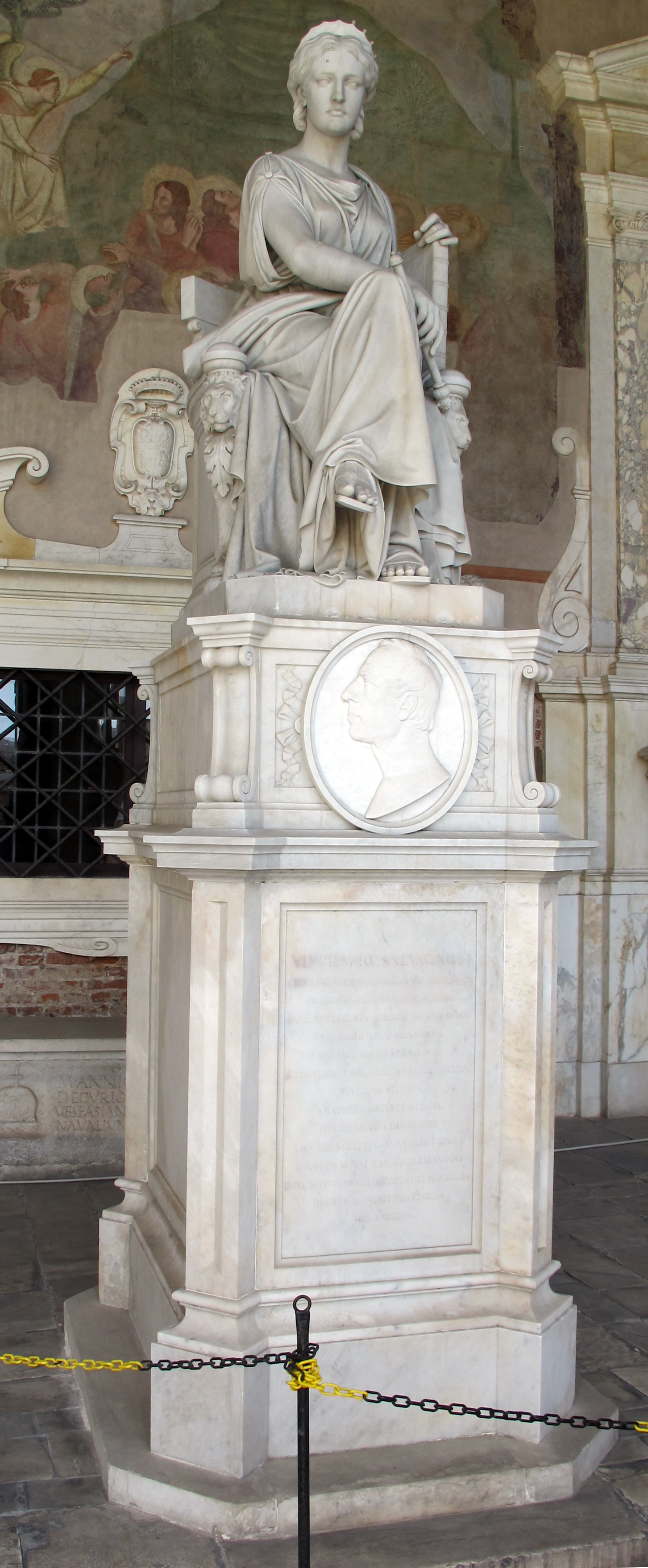
Monumento a Vincenzo Salvagnoli
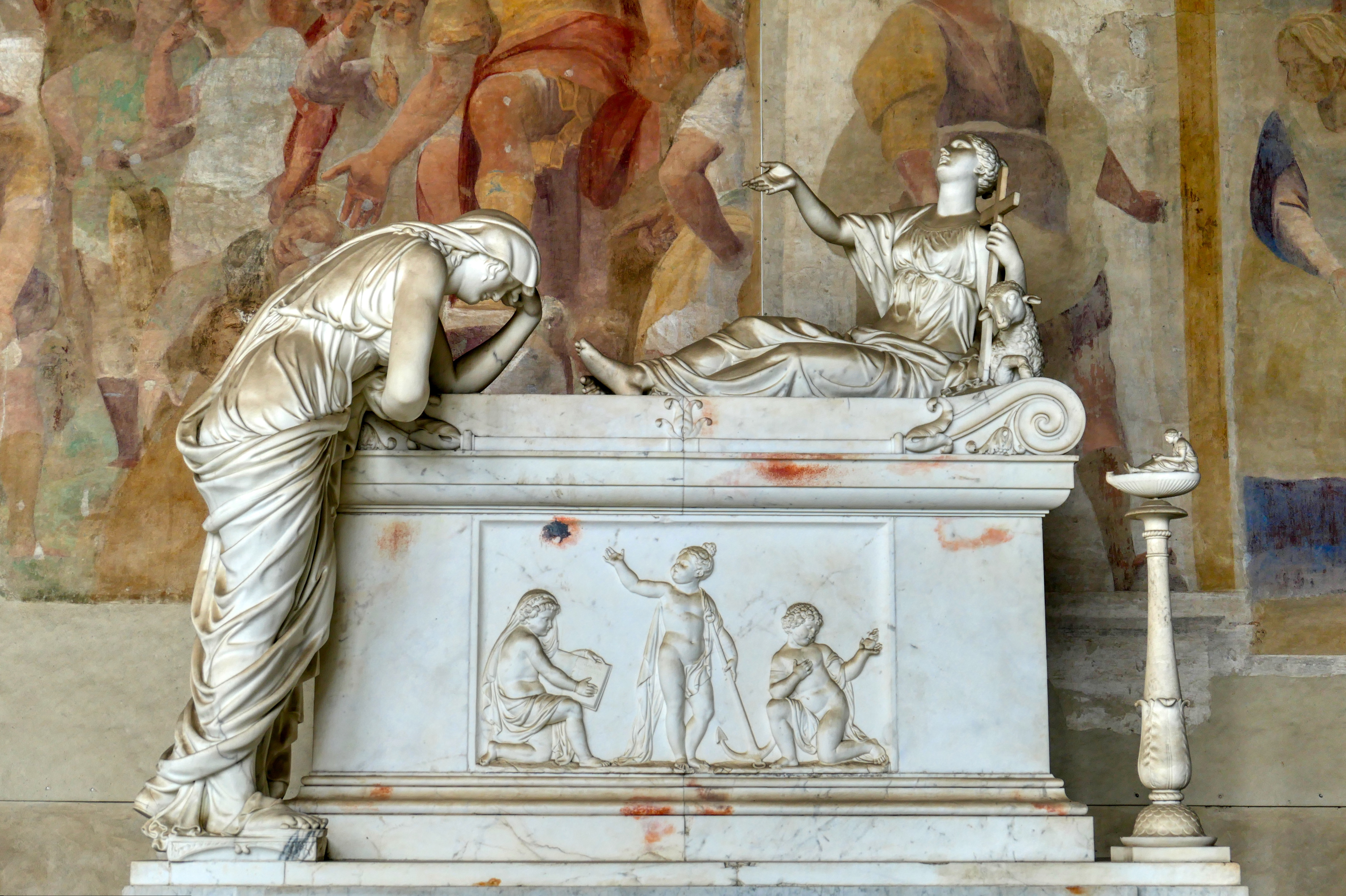
Monumento funebre di Anastasia Petri-Schouvaloff

### Le cappelle

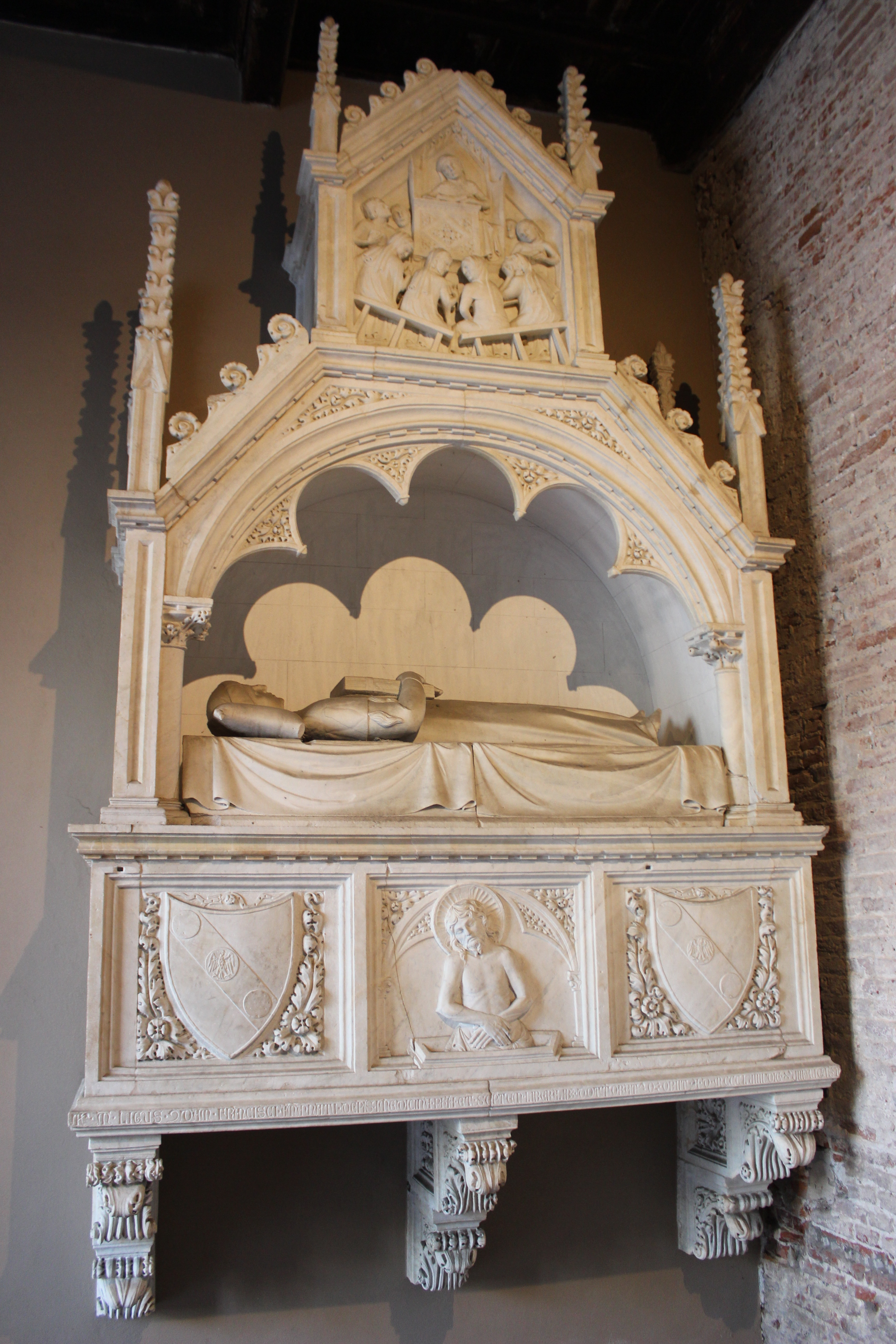
Monumento funebre a Ligo Ammannati.

Sul braccio nord si trova la Cappella Ammannati, che contiene il monumento funebre a Ligo Ammannati (m. 1359), della scuola di Giovanni Pisano, già attribuito a Cellino di Nese: il sarcofago centrale è decorato da una Pietà, mentre sopra, entro un tabernacolo gotico, sta la figura del gisant, il defunto giacente; più in alto un bassorilievo con un dottore che insegna agli scolari. A sinistra della cappella si accede ad un salone, di costruzione moderna, adibito dal 2017 a mostre temporanee. Continuando oltre la cappella, vi sono conservati inoltre frammenti lapidei dei secolo XII-XV raccolti da Carlo Lasinio all'inizio dell'Ottocento e un noto cratere neoattico con processione dionisiaca a cui si ispirò Nicola Pisano per alcuni motivi del pulpito del battistero di Pisa.
Sempre sul braccio nord si trova la cappella Aulla, decorata sull'altare da una pala in terracotta policroma invetriata di Giovanni della Robbia (1518-1520), con l'Assunta in gloria e quattro santi, oltre alla predella con le storie dei santi. Qui è conservata anche l'originale lampada di Galileo, un tempo sospesa in cattedrale e che effettivamente il grande scienziato pisano vide oscillare e che gli fornì l'idea per la sua teoria sull'isocronismo del pendolo.
La zona tra queste due cappelle fu progettata con delle aperture, costruite già murate, per eventuali altre cappelle, mai realizzate. La parte posteriore, verso le mura, era detta "dei chiostrini" e fu utilizzata per un quarantennio come cimitero prima dell'edificazione del nuovo cimitero, più grande, in via Pietrasantina.
Al centro del braccio orientale si apre la cappella Dal Pozzo, fatta erigere dall'arcivescovo Carlo Antonio Dal Pozzo nel 1594 su una preesistenza più antica.

### Le catene del Porto Pisano

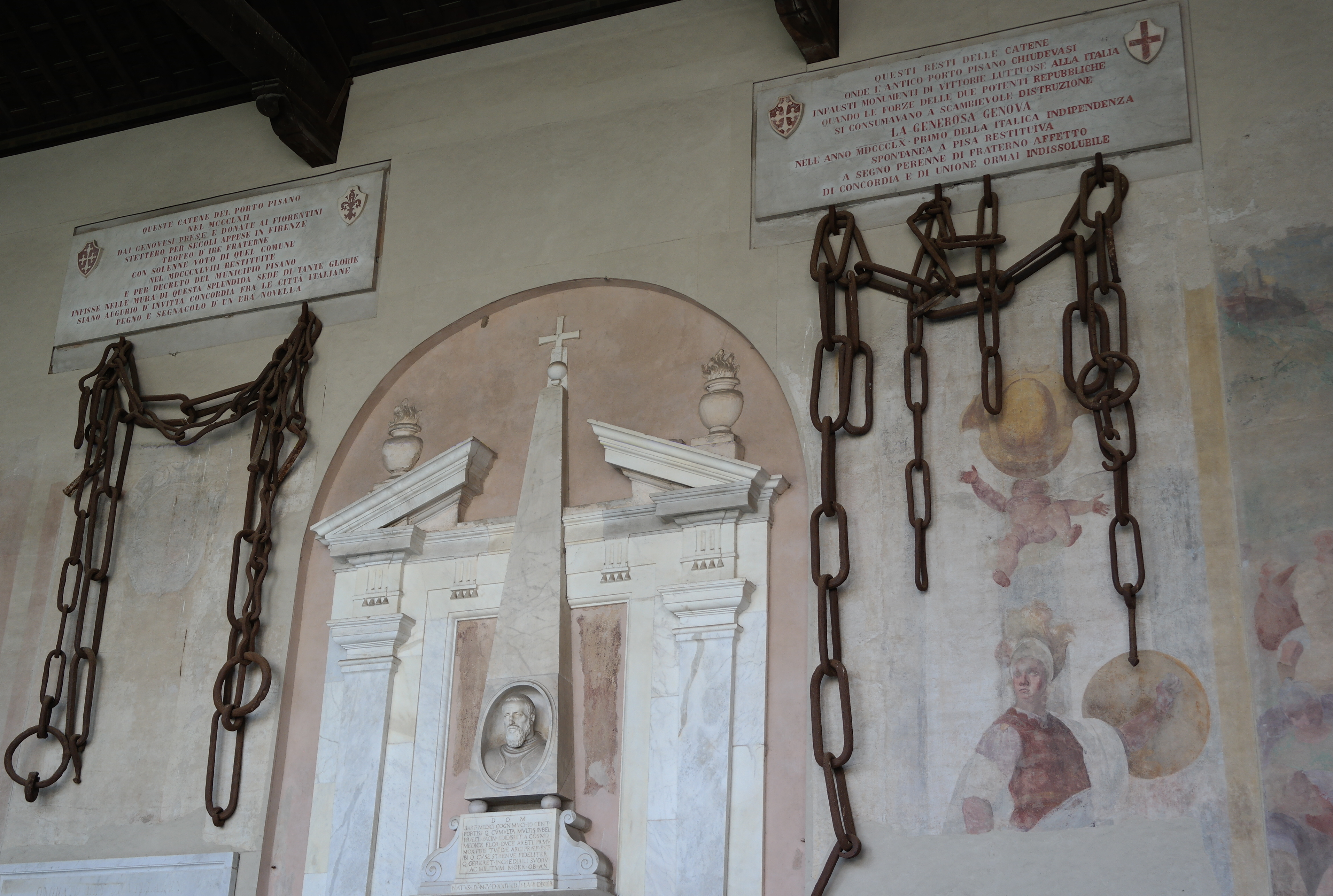
Catene di Porto Pisano

All'interno del Campo Santo sono conservate alcune parti della grande catena che chiudeva il Porto Pisano. Dopo la sconfitta nella Battaglia della Meloria la catena era stata spezzata in varie parti portate a Genova, dove furono appese come monito a Porta Soprana, in varie chiese e palazzi della città. Vennero poi donate ai Fiorentini, che le restituirono alla città di Pisa nel 1848; un'altra porzione, posta più a destra, fu restituita direttamente dai Genovesi nel 1860, dopo l'avvenuta Unità d'Italia.

## Sepolture illustri
- Beatrice di Lotaringia
- Francesco Algarotti
- Giovanni Battista Tempesti
- Andrea Vaccà Berlinghieri
- Angelica Catalani
- Ippolito Rosellini
- Ottaviano Fabrizio Mossotti
- Riccardo Felici
- Leonardo Fibonacci
- Ulisse Dini
- Leonida Tonelli
- Enzo Carli
- Antonio Pacinotti
- Angelo Battelli
- Pietro Cuppari
- Francesco della Faggiola, figlio del condottiero Uguccione
- Filippo de Filippi (1814-1867)

## Curiosità
- Benozzo Gozzoli fu sepolto nella chiesa di San Domenico a Pistoia (città in cui morì), e non al Camposanto di Pisa come credette Vasari. L'epitaffio ricordato dal biografo delle vite è la lapide che, molto prima della sua morte, i pisani avevano offerto all'artista nel Camposanto come segno di commemorazione e riconoscenza per gli affreschi che egli vi aveva eseguito.

## Voci correlate

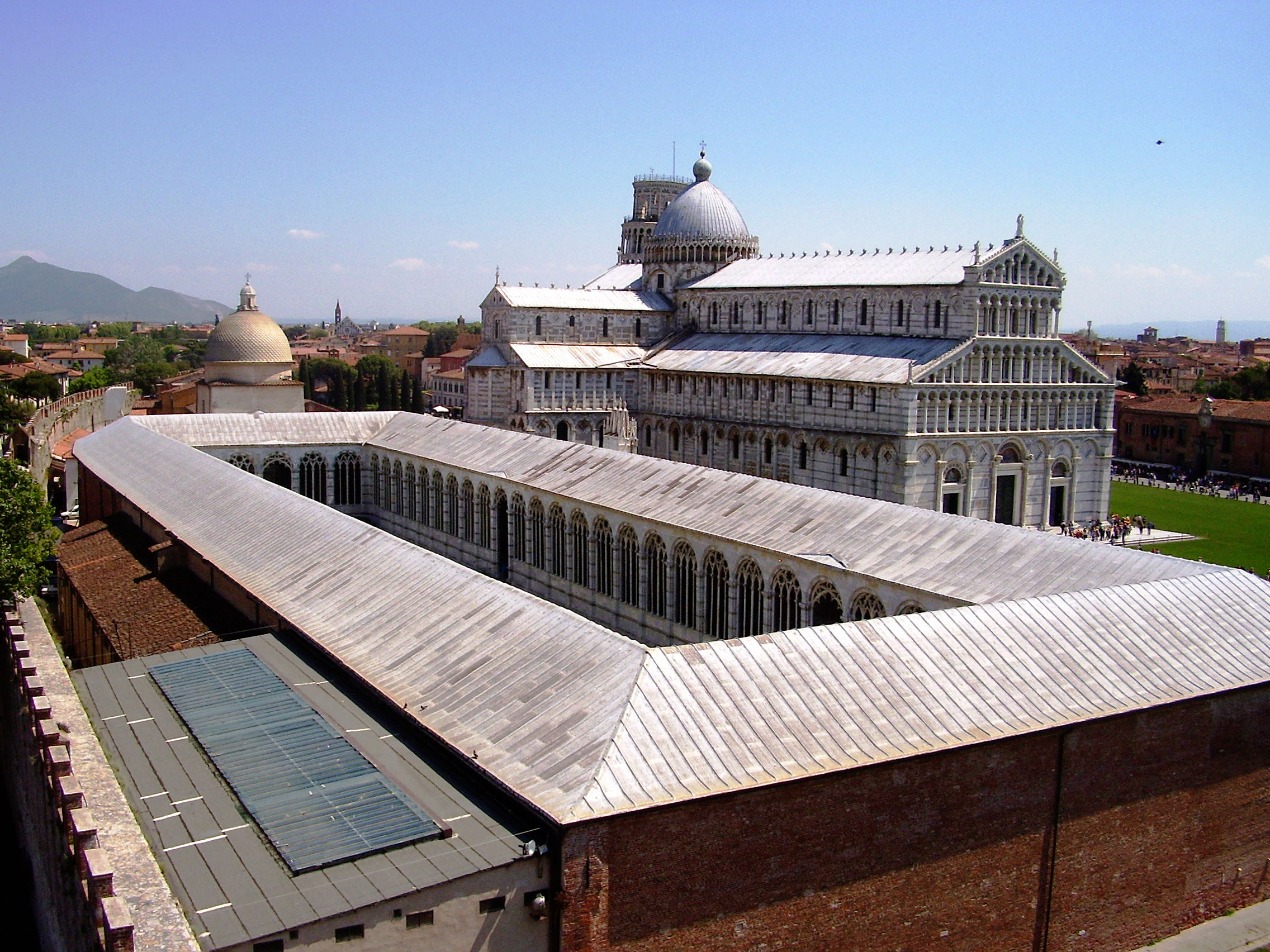
Il Campo Santo e la Piazza del Duomo